# Cicadomorpha
Los cicadomorfos (Cicadomorpha) son un infraorden de hemípteros, conteniendo cicadas, Cicadellidae, Membracidae y Cercopoidea. Distribuidas mundialmente, todos los miembros de este grupo son fitófagos, y muchos producen tanto sonidos audibles como infrasonidos, como forma de comunicación.
Hay aproximadamente 35000 especies descritas. Distribuidas en todo el mundo, todos los miembros de este grupo se alimentan de plantas, y muchos producen sonidos audibles o vibraciones como forma de comunicación.

## Clasificación
Como se menciona con Auchenorrhyncha, algunos  autores usan el nombre Clypeorrhyncha  como reemplazo de Cicadomorpha.